# Syrian Train and Equip Program

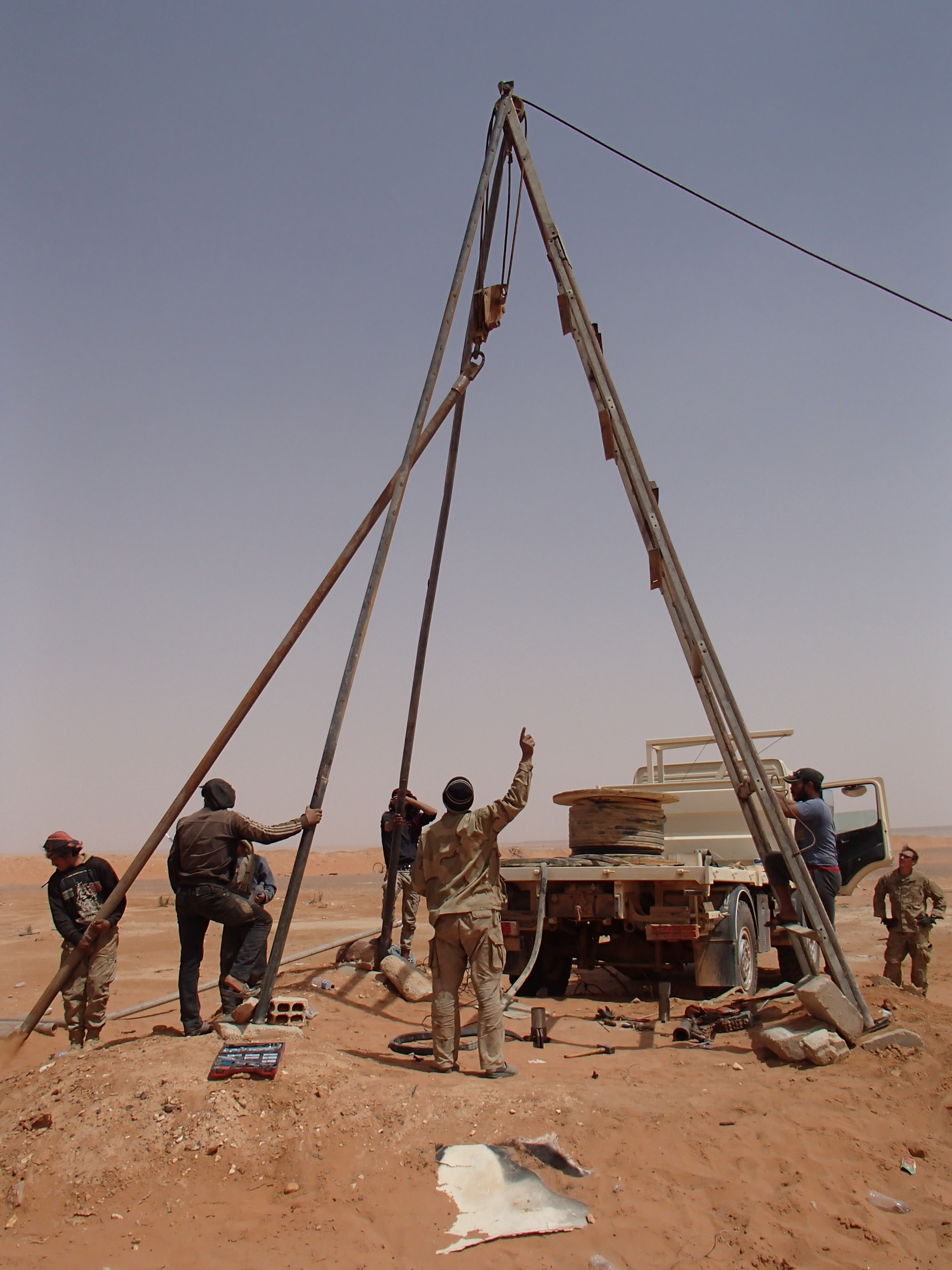
Члены Революционной армии и солдаты армии США ремонтируют скважину в Эн-Танфе, на границе Ирака и Сирии.

Syrian Train and Equip Program — программа подготовки и оснащения сирийской оппозиции, запущенная администрацией американского президента Барака Обамы в 2011 году. К концу 2020 года общая сумма затрат составила 2,2 миллиарда долларов США.

## История
С началом гражданской войны в Сирии администрация Барака Обамы поставила своей целью свержение режима Башара Асада. По распоряжению президента США ЦРУ разработало план под кодовым наименованием Timber Sycamore с ежегодным бюджетом в один миллион долларов. На первых порах США снабжало формирования Свободной сирийской армии только нелетальным оборонительным вооружением, но уже вскоре ЦРУ перешло к финансированию подготовки новых бойцов для оппозиции.
Одновременно с программой ЦРУ Конгресс США дал старт плану обучения и оснащения сирийских противников ИГИЛ. С осени 2014 года Министерство обороны США выбрало для этих целей группировку под названием «Армия моджахедов» 400 американских инструкторов были отправлены в страны, граничащие с Сирией для подготовки 5000 бойцов оппозиции ежегодно. Программа была разработана сроком на три года.

## Планирование и финансирование
Министерство обороны США уже к 4 ноября 2014 года разработало программу подготовки бойцов для сирийской оппозиции на своих базах в Турции и Иордании. Из рядов сирийской оппозиции было выбрано 7000 кандидатов, не связанных с экстремистскими кругами исламистов. После проверки личности и выполнения начальных тестов участники программы направлялись на курсы по тактике современного боя с применением новейших образцов наступательного оружия. После оснащения американской амуницией повстанцев предполагается переправить обратно в Сирию, доведя их общее число до 15000 человек.
Около 1000 американских инструкторов на базах в Турции приступили к активной деятельности с начала 2015 года. Ещё 75 британских военных специалиста присоединились к тренировкам на турецкой территории в марте 2015.

## Первое развёртывание
После 54 дней усиленной подготовки на территории Иордании сто сирийских добровольцев были отправлены на родину. В конце июня 2015 года их следы потерялись. К сентябрю Пентагон признал, что в живых осталось «четыре или пять» специалистов из этой группы.
12 июля 2015 года новый отряд из 54 человек пересёк сирийско-турецкую границу. Однако, несмотря на поддержку с воздуха, это подразделение Новой Сирийской Армии было полностью уничтожено в течение 24 часов. На следующий день боевики Фронта ан-Нусра опубликовали в соцсетях фотоснимки взятых трофеев, среди которых были американское оружие и современная амуниция.
20 сентября 2015 года ещё 75 сирийских повстанцев, подготовленных американскими инструкторами в Турции, отправились в Сирию на 12 автомобилях, снаряжённых крупнокалиберными пулемётами. Однако вскоре появились сообщения, что всё вооружение сирийцы передали боевикам Аль-Каиды в обмен на пропуск в Европу.

## Неопределённое будущее программы
Уничтожение первых отрядов, подготовленных американцами, не остановило нового набора сирийских добровольцев. Однако в Конгрессе США появились серьёзные сомнения относительно необходимости продолжать эту программу в будущем. Некоторые повстанцы, вернувшись на родину, тут же заключают соглашение не нападать на силы Асада.
Тем не менее, Демократические силы Сирии (также участвующие в данной программе) продолжают получать новейшее вооружение, производимое американской ArmorGroup. Президент Турции Эрдоган высказал союзникам свою озабоченность этим фактом, назвав курдский сепаратизм «опасным как никогда прежде».